# Carnoy-Mametz
Carnoy-Mametz es una comuna nueva francesa situada en el departamento de Somme, de la región de Alta Francia.

## Historia
Fue creada el 1 de enero de 2019, en aplicación de una resolución del prefecto de Somme de 26 de octubre de 2018 con la unión de las comunas de Carnoy y Mametz, pasando a estar el ayuntamiento en la antigua comuna de Mametz.

## Demografía
Según los datos aportados en la resolución del prefecto de Somme, la comuna se crea con 293 habitantes.

## Composición
| Comuna fusionada | Código INSEE | Población (2016) | Superficie (km²) | Densidad (hab./km²) |
| ---------------- | ------------ | ---------------- | ---------------- | ------------------- |
| Carnoy           | 80175        | 100              | 3                | 33                  |
| Mametz           | 80505        | 183              | 7.25             | 25                  |